# Такада, Минору
Минору Такада (яп. 高田稔  Такада Минору:), (20 декабря 1899, Хигасинарусе, Акита — 27 декабря 1977 или 28 декабря 1977, Токио) — японский актёр, популярный на рубеже 1920-х — 1930-х годов, снимавшийся в этот период в фильмах выдающихся режиссёров Ясудзиро Одзу, Хэйноскэ Госё, Хироси Симидзу. Позднее, в 1950-х — 1960-х годах имел успех в фантастических фильмах кинокомпании Toho.

## Биография
В 1918 году вступил в труппу известного японского авангардного танцовщика Баку Исии. С 1920 года много путешествовал по миру, в том числе по Советской Сибири. С 1924 года начал сниматься в кино. В 1929 году актёр пришёл на студию «Камата» кинокомпании «Сётику», где обладающий харизматичной внешностью играл роли романтических героев и был партнёром первых звёзд тех лет Кинуё Танаки и Сумико Курисимы. В этой студии молодой Такада сыграл наиболее заметные роли в своей кинокарьере, в том числе у знаменитого постановщика Ясудзиро Одзу («Университет-то я окончил...», 1929, «Курс супружеской жизни» и «Бодро шагая», оба — 1930), однако в сентябре 1931 года покинет Shochiku Kamata и в дальнейшем будет работать в различных кинокомпаниях, но без былого успеха (за редкими исключениями — роли в фильмах Микио Нарусэ, Тадаси Имаи, Хэйноскэ Госё). Популярности добьётся лишь сыграв в фантастических фильмах 1950-х — 1960-х годов, снятых в кинокомпании «Тохо» (серия фильмов о Супер-гиганте, «Битва в открытом космосе», «Гидора — Трехголовый монстр» и др.).

## Избранная фильмография
- 1925 — «Перекрёстки судьбы», 運命の十字路, реж. Сигэнори Сакада
- 1928 — «Государственный гимн», 君が代, Kimi ga yo, реж. Нэдзу Син
- 1929 — «Университет-то я окончил...», 大学は出たけれど, Daigaku wa detakeredo, реж. Ясудзиро Одзу — Тэцуо Номото (короткометражка)
- 1929 — «Отец и его дети»,親父とその子, Oyaji to sono ko, реж. Хэйноскэ Госё
- 1929 — «Нетленная жемчужина», 不壊の白珠, Fue no shiratama, реж. Хироси Симидзу — Содзо Нарита
- 1930 — «Курс супружеской жизни», 結婚学入門, Kekkongaku nyûmon, реж. Ясудзиро Одзу — Синъитиро Такэбаяси (фильм не сохранился)
- 1930 — «Бодро шагая», 朗かに歩め, Hogaraka ni ayume, реж. Ясудзиро Одзу — Кэндзи Кояма
- 1930 — «Мать: Продолжение», 姉妹篇　母, Shimai-hen: Haha, реж. Хотэй Номура
- 1931 — «Млечный путь», 銀河, Ginga, реж. Хироси Симидзу — Соити Нэгиси
- 1932 — «Небесный причал», 天国 の 波止場, Tengoku no hatoba, реж. Ютака Абэ
- 1934 — «Ежемесячное послание», 月よりの使者, Tsuki yori no shisha, реж. Томотака Тасака
- 1936 — «Песня о доме», ふるさとの歌, Furusato no uta, реж. Кёхико Усихара — Ёсио Мацуда, учитель начальной школы
- 1937 — «Учись по опыту. Ч. I», 禍福 前篇, Kafuku zempen, реж. Микио Нарусэ — Синтаро
- 1937 — «Учись по опыту. Ч. II», 禍福 後篇, Kafuku kôhen, реж. Микио Нарусэ — Синтаро
- 1938 — «Пасторальная симфония», 田園交響曲, Den’en kôkyôgaku, реж. Сацуо Ямамото — Тосаку Хино
- 1938 — «Повесть о пастбище», 牧場物語, Makiba monogatari, реж. Сотодзи Кимура — Тасиро, военный врач
- 1939 — «Искренность», まごころ, Magokoro, реж. Микио Нарусэ — Кэйкити Асада
- 1941 — «Маковое поле», 虞美人草, Gubijinsô, реж. Нобуо Накагава — Конго Коно
- 1941 — «Белая цапля», 白鷺, Shirasagi, реж. Ясудзиро Симадзу
- 1943 — «Отряд смертников на дозорной вышке», 望楼の決死隊, Bôrô no kesshitai, реж. Тадаси Имаи
- 1944 — «Отряд соколов Като»), 加藤隼戦闘隊, Kato hayabusa sento-tai, реж. Кадзиро Ямамото
- 1947 — «Пять музыкантов», 音楽五人男, Ongaku gonin otoko, реж. Мотоёси Ода
- 1947 — «Время новых дураков», 新馬鹿時代, Shin baka jidai, реж. Кадзиро Ямамото
- 1949 — «До свидания», グッドバイ, Josei sôjû hou, реж. Кодзи Сима
- 1950 — «Расследование матери», 母の調べ, Haha no shirabe, реж. Коити Такаги — Гэнтаро Минаками
- 1950 — «Семь жемчужин», 七つの宝石, Nanatsu no hôseki, реж. Кэйсукэ Сасаки
- 1952 — «Утренние волнения», 朝の波紋, Asa no hamon, реж. Хэйноскэ Госё — президент Сугаяма
- 1953 — «Броненосец Ямато», 戦艦大和, Senkan Yamato, реж. Ютака Абэ
- 1953 — «Орёл Тихого океана», 太平洋の鷲, Taiheiyô no washi, реж. Исиро Хонда — принц Фумимаро Коноэ
- 1953 — «Любовное письмо», 恋文, Koibumi, реж. Кинуё Танака
- 1954 — «Человек-невидимка», 透明人間, Tomei ningen, реж. Мотоёси Ода — Ядзима, главарь бандитов
- 1955 — «Сумеречный бар», たそがれ酒場, Tasogare sakaba, реж. Тому Утида — Рюсукэ Накакодзи
- 1956 — «Он должен был умереть», 怨霊佐倉大騒動, Onryo sakura dai-sodo, реж. Кунио Ватанабэ — Кодзима Сикибу
- 1956 — «Адмирал Ямамото и объединённые флоты», 軍神山本元帥と連合艦隊, Gunshin Yamamoto gensui to Rengō kantai, реж. Тосио Симура — премьер-министр Коноэ
- 1957 — «Супер-гигант», 鋼鉄の巨人, Sûpâ jaiantsu, реж. Тэруо Исии — отец
- 1957 — «Зоку: Супер-гигант-2», 続鋼鉄の巨人, Zoku sûpâ jaiantsu, реж. Тэруо Исии — отец
- 1957 — «Супер-гигант 3», Sûpâ jaiantsu — Kaiseijin no majô, реж. Корэёси Акасака, Тэруо Исии, Акира Мицува — отец
- 1957 — «Император Мэйдзи и большая русско-японская война», 明治天皇と日露大戦争, Meiji tennô to nichiro daisenso, реж. Кунио Ватанабэ — Кийо
- 1958 — «Император и императрица Мэйдзи и китайско-японская война», 天皇・皇后と日清戦争, Tenno, kogo to nisshin senso, реж. Кётаро Намики — Тайсё Ямагата
- 1959 — «Война на Тихом океане и международный военный трибунал», 大東亜戦争と国際裁判, Daitoa senso to kokusai saiban, реж. Киёси Комори — премьер-министр Коноэ
- 1959 — «Подводная лодка I-57 никогда не сдастся», 潜水艦イ－５７降伏せず, Sensuikan I-57 kofuku sezu, реж. Сюэ Мацубаяси
- 1959 — «Три куклы из Гонконга», お姐ちゃん罷り通る, Oneechan makari tôru, реж. Тосио Сугиэ
- 1959 — «Битва в открытом космосе», 宇宙大戦争, Uchû daisensô, реж. Исиро Хонда — командующий
- 1961 — «Последняя война», 世界大戦争, Sekai daisensô, реж. Сюэ Мацубаяси
- 1963 — «Атрагон: Летающая суперсубмарина», 海底軍艦, Kaitei gunkan, реж. Исиро Хонда — начальник Министерства обороны
- 1964 — «Гидора — Трехголовый монстр», 三大怪獣　地球最大の決戦, San daikaijû: Chikyû saidai no kessen, реж. Исиро Хонда — премьер-министр
- 1965 — «Захватчики из космоса», (ТВ), Invaders from Space, реж. Корэёси Акасака, Тэруо Исии, Акира Мицува — (в тирах не указан)
- 1965 — «Зловещий мозг из открытого космоса», (ТВ), Evil Brain from Outer Space, реж. Корэёси Акасака, Тэруо Исии, Акира Мицува
- 1965 — «Атака из космоса», (ТВ), Attack from Space, реж. Корэёси Акасака, Тэруо Исии, Акира Мицува
- 1965 — «Атомные правители мира», (ТВ), Atomic Rulers, реж. Корэёси Акасака, Тэруо Исии, Акира Мицува — отец
- 1965 — «Большое приключение», 大冒険, Kureji no daiboken, реж. Кэнго Фурусава
- 1965 — «Молодой парень с электрогитарой», エレキの若大将, Ereki no wakadaishô, реж. Кацуми Иваути
- 1966 — «Приключения в замке Киган», 奇巌城の冒険, Rikon, реж. Сэнкити Танигути — старый король
- 1967 — «Самый длинный день Японии», 日本のいちばん長い日, Nihon no ichiban nagai hi, реж. Кихати Окамото — вице-адмирал Дзенсиро Хасина